# Ommatosporella burseracearum
Ommatosporella burseracearum är en svampart som beskrevs av Bat., J.L. Bezerra & Poroca 1967. Ommatosporella burseracearum ingår i släktet Ommatosporella, divisionen sporsäcksvampar och riket svampar.   Inga underarter finns listade i Catalogue of Life.